# Shark Island (Port Jackson)
Shark Island (nome aborigeno Boambilly) è un'isola che si trova nella parte orientale del porto di Sydney (Port Jackson), nel Nuovo Galles del Sud, in Australia. Appartiene alla Local Government Area della Municipalità di Woollahra.
L'isola, che ha un'area di 15 ettari, è situata a nord del sobborgo di Rose Bay. 
Su uno scoglio sommerso poco distante a nord dell'isola si trova un faro.

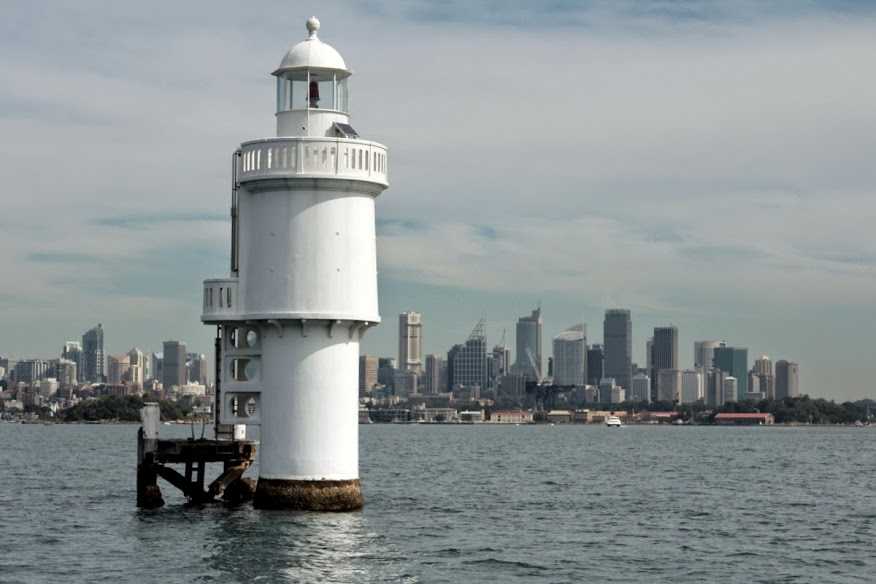
Il faro di Shark Island

Parti dell'isola furono adibite a riserva ricreativa già nel 1879 e furono utilizzate come stazione di quarantena per animali e deposito navale fino al 1975. A quel tempo divenne esclusivamente un'area ricreativa e parte del Sydney Harbour National Park.